# Villasequilla
Villasequilla è un comune spagnolo di 2 323 abitanti situato nella comunità autonoma di Castiglia-La Mancia.